# Alexander Wolf
Alexander Wolf (ur. 21 grudnia 1978 w Schmalkalden) – niemiecki biathlonista, dwukrotny brązowy medalista mistrzostw świata, trzykrotny mistrz Europy.

## Kariera
Pierwszy sukces w karierze osiągnął w 1997 roku, kiedy podczas mistrzostw świata juniorów w Forni Avoltri zwyciężył w sztafecie. Na rozgrywanych rok później mistrzostwach świata juniorów w Val Cartier ponownie zdobył złoto w sztafecie, a w biegu drużynowym był drugi.
W zawodach Pucharu Świata zadebiutował 11 grudnia 1998 roku w Hochfilzen, zajmując 28. miejsce w sprincie. Tym samym już w debiucie zdobył pierwsze pucharowe punkty. Na podium zawodów tego cyklu pierwszy raz stanął 22 grudnia 2001 roku w Osrblie, gdy rywalizację w biegu masowym ukończył na drugiej pozycji. W zawodach tych rozdzielił Vesę Hietalahtiego z Finlandii i Ukraińca Wiaczesława Derkacza. W kolejnych startach jeszcze 12 razy stanął na podium, odnosząc przy tym trzy zwycięstwa: 8 lutego 2003 roku w Lahti, 16 grudnia 2005 roku w Osrblie i 18 stycznia 2007 roku w Pokljuce wygrywał sprinty. Najlepsze wyniki osiągnął w sezonie 2005/2006, kiedy zajął 12. miejsce w klasyfikacji generalnej.
Na mistrzostwach świata w Östersund w 2008 roku wywalczył brązowy medal w biegu pościgowym. Lepsi byli tam tylko Norweg Ole Einar Bjørndalen i Rosjanin Maksim Czudow. Na tej samej imprezie wspólnie z Michaelem Röschem, Andreasem Birnbacherem i Michaelem Greisem zdobył brązowy medal w sztafecie. Był też między innymi piąty w sztafecie mieszanej podczas mistrzostw świata w Anterselvie rok wcześniej. Ponadto trzykrotnie zdobywał złote medale mistrzostw Europy: w sprincie i sztafecie na mistrzostwach Europy w Iżewsku w 1999 roku oraz w sztafecie podczas mistrzostw Europy w Haute Maurienne w 2001 roku.
W 2002 roku wystąpił na igrzyskach olimpijskich w Salt Lake City, gdzie w swoim jedynym starcie zajął 34. miejsce w biegu indywidualnym. Na rozgrywanych cztery lata później igrzyskach w Turynie był między innymi ósmy w biegu masowym. Brał też udział w igrzyskach olimpijskich w Vancouver w 2010 roku, kończąc rywalizację w biegu indywidualnym na 24. pozycji.
W 2011 roku zakończył karierę.

## Osiągnięcia

### Igrzyska olimpijskie
| Rok  | Miejscowość    | Konkurencje | Konkurencje | Konkurencje | Konkurencje | Konkurencje | Konkurencje | Konkurencje |
| Rok  | Miejscowość    | IN          | SP          | PU          | MS          | RL          | MR          | SR          |
| ---- | -------------- | ----------- | ----------- | ----------- | ----------- | ----------- | ----------- | ----------- |
| 2002 | Salt Lake City | 34.         | –           | –           | nd.         | –           | nd.         | –           |
| 2006 | Turyn          | –           | 14.         | 19.         | –           | 8.          | nd.         | –           |
| 2010 | Vancouver      | 24.         | –           | –           | –           | –           | nd.         | –           |

### Mistrzostwa świata
| Rok  | Miejscowość     | Konkurencje | Konkurencje | Konkurencje | Konkurencje | Konkurencje | Konkurencje | Konkurencje |
| Rok  | Miejscowość     | IN          | SP          | PU          | MS          | RL          | MR          | SR          |
| ---- | --------------- | ----------- | ----------- | ----------- | ----------- | ----------- | ----------- | ----------- |
| 2000 | Oslo/Lahti      | 8.          | –           | –           | –           | –           | nd.         | –           |
| 2004 | Oberhof         | 53.         | –           | –           | –           | –           | nd.         | –           |
| 2005 | Hochfilzen      | –           | –           | –           | –           | 6.          | nd.         | –           |
| 2005 | Chanty-Mansyjsk | nd.         | nd.         | nd.         | nd.         | nd.         | 17.         | –           |
| 2007 | Anterselva      | 13.         | 15.         | 14.         | 14.         | –           | 5.          | –           |
| 2008 | Östersund       | 19.         | 19.         | 3.          | 14.         | 3.          | –           | –           |
| 2009 | Pjongczang      | 30.         | 53.         | 18.         | –           | –           | –           | –           |

### Mistrzostwa świata juniorów
| Rok  | Miejscowość   | Konkurencje | Konkurencje | Konkurencje | Konkurencje | Konkurencje | Konkurencje | Konkurencje |
| Rok  | Miejscowość   | IN          | SP          | PU          | MS          | RL          | MR          | SR          |
| ---- | ------------- | ----------- | ----------- | ----------- | ----------- | ----------- | ----------- | ----------- |
| 1997 | Forni Avoltri | 5.          | –           | nd.         | nd.         | 1.          | nd.         | –           |
| 1998 | Valcartier    | 5.          | 8.          | nd.         | nd.         | 1.          | nd.         | –           |

### Puchar Świata

#### Miejsca w końcowej klasyfikacji
| Sezon     | Miejsce |
| --------- | ------- |
| 1998/1999 | 49.     |
| 1999/2000 | 37.     |
| 2000/2001 | 62.     |
| 2001/2002 | 29.     |
| 2002/2003 | 39.     |
| 2003/2004 | 28.     |
| 2004/2005 | 23.     |
| 2005/2006 | 12.     |
| 2006/2007 | 20.     |
| 2007/2008 | 14.     |
| 2008/2009 | 19.     |
| 2009/2010 | 41.     |
| 2010/2011 | 43.     |

#### Miejsca na podium chronologicznie
| Lp. | Dzień       | Rok  | Miejscowość | Konkurencja                | Lokata | Pudła   | Czas biegu | Strata | Zwycięzca            |
| --- | ----------- | ---- | ----------- | -------------------------- | ------ | ------- | ---------- | ------ | -------------------- |
| 1.  | 22 grudnia  | 2001 | Osrblie     | Bieg masowy na 15 km       | 2.     | 1+0+0+1 | 42:50,6    | +41,5  | Vesa Hietalahti      |
| 2.  | 8 lutego    | 2003 | Lahti       | Sprint na 10 km            | 1.     | 0+0     | 26:27,5    | –      | –                    |
| 3.  | 9 stycznia  | 2005 | Oberhof     | Bieg pościgowy na 12,5 km  | 3.     | 0+0+1+1 | 35:25,7    | +6,5   | Raphaël Poirée       |
| 4.  | 16 grudnia  | 2005 | Osrblie     | Sprint na 10 km            | 1.     | 0+0     | 26:52,7    | –      | –                    |
| 5.  | 18 grudnia  | 2005 | Osrblie     | Bieg pościgowy na 12,5 km  | 2.     | 0+0+1+1 | 33:46,7    | +26,3  | Sven Fischer         |
| 6.  | 7 stycznia  | 2006 | Oberhof     | Sprint na 10 km            | 2.     | 0+1     | 27:03,7    | +14,7  | Vincent Defrasne     |
| 7.  | 18 stycznia | 2007 | Pokljuka    | Sprint na 10 km            | 1.     | 0+0     | 22:41,4    | –      | –                    |
| 8.  | 20 stycznia | 2007 | Pokljuka    | Bieg pościgowy na 12,5 km  | 2.     | 1+0+0+1 | 34:25,9    | +15,7  | Christoph Sumann     |
| 9.  | 1 marca     | 2007 | Lahti       | Bieg indywidualny na 20 km | 3.     | 0+1+1+0 | 56:41,8    | +37,6  | Raphaël Poirée       |
| 10. | 13 grudnia  | 2007 | Pokljuka    | Bieg indywidualny na 20 km | 2.     | 0+0+0+1 | 51:58,1    | +48,6  | Emil Hegle Svendsen  |
| 11. | 12 stycznia | 2008 | Ruhpolding  | Sprint na 10 km            | 3.     | 0+1     | 24:59,2    | +30,5  | Michael Greis        |
| 12. | 10 lutego   | 2008 | Östersund   | Sprint na 10 km            | 3.     | 0+0+1+0 | 31:04,5    | +42,8  | Ole Einar Bjørndalen |
| 13. | 17 marca    | 2008 | Oslo        | Sprint na 10 km            | 3.     | 0+0     | 26:14,6    | +44,0  | Andreas Birnbacher   |